# Port lotniczy Ampara
Port lotniczy Ampara – port lotniczy położony w mieście Ampara, w Sri Lance. Jest używany do celów wojskowych i cywilnych. Obsługiwany przez Sri Lanka Air Force.

## Linie lotnicze i połączenia
- Helitours (Kolombo-Ratmalana)